# Fortuna Sittard in het seizoen 2020/21
Het seizoen 2020-2021 van Fortuna Sittard is het 52ste seizoen van de Nederlandse betaaldvoetbalclub. Afgelopen seizoen eindigde de club als 16de in de Eredivisie. Omdat de competitie voortijd af werd gebroken door de Corona-epidemie, besloot de KNVB dat er geen clubs zouden degraderen. Zodoende is Fortuna Sittard ook dit seizoen actief in de Eredivisie.
Naast de Eredivisie, neemt Fortuna Sittard dit seizoen ook deel aan de KNVB Beker.

## Selectie
Bijgewerkt tot 9 augustus 2020
| Nr.           | Nat.                 | Naam                | Vorige club            |
| ------------- | -------------------- | ------------------- | ---------------------- |
| Keepers       |                      |                     |                        |
| 1             | Vlag van Nederland   | Yanick van Osch     | PSV                    |
| 40            | Vlag van Duitsland   | Joshua Wehking      | Hamburger SV II        |
| 77            | Vlag van Moldavië    | Alexei Koșelev      | CSM Politehnica Iași   |
| Verdedigers   |                      |                     |                        |
| 2             | Vlag van Zwitserland | Martin Angha        | FC Sion                |
| 4             | Vlag van Slowakije   | Branislav Niňaj     | SC Lokeren             |
| 5             | Vlag van Nederland   | Roel Janssen        | VVV Venlo              |
| 5             | Vlag van Frankrijk   | Grégoire Amiot*     | Bourgh-en-Bresse       |
| 12            | Vlag van Nederland   | Clint Essers        | Eigen jeugd            |
| 35            | Vlag van Engeland    | George Cox          | Brighton & Hove Albion |
| 44            | Vlag van Griekenland | Lazaros Rota        | Zemplín Michalovce     |
| Middenvelders |                      |                     |                        |
| 6             | Vlag van Nederland   | Jorrit Smeets       | Roda JC Kerkrade       |
| 14            | Vlag van Eritrea     | Tesfaldet Tekie     | KAA Gent               |
| 22            | Vlag van België      | Adnan Ugur          | Club Brugge (jeugd)    |
| 23            | Vlag van Nederland   | Ben Rienstra        | Kayserispor            |
| 24            | Vlag van Nederland   | Nassim El Ablak     | Eigen jeugd            |
| 25            | Vlag van Duitsland   | Dimi Ioannidis      | Rot-Weiß Oberhausen    |
|               | Vlag van Portugal    | André Vidigal*      | Académica Coimbra      |
| Aanvallers    |                      |                     |                        |
| 7             | Vlag van Finland     | Rasmus Karjalainen* | KuPS                   |
| 7             | Vlag van Portugal    | Lisandro Semedo     | Apollon Limassol       |
| 8             | Vlag van Nederland   | Zian Flemming       | PEC Zwolle             |
| 9             | Vlag van Duitsland   | Sebastian Polter    | Union Berlin           |
| 9             | Vlag van Duitsland   | Bassala Sambou*     | Everton II             |
| 10            | Vlag van Nederland   | Mats Seuntjes       | Gençlerbirliği SK      |
| 11            | Vlag van Zweden      | Emil Hansson        | Hannover 96            |
| 17            | Vlag van Frankrijk   | Djibril Dianessy    | Toulouse II            |
| 70            | Vlag van België      | Jacky Donkor        | SC Lokeren             |

### Staf
Bijgewerkt tot 21 december 2020
| Nat.               | Naam                  | Functie             | Sinds | Contract | Vorige club   |
| ------------------ | --------------------- | ------------------- | ----- | -------- | ------------- |
| Technische staf    |                       |                     |       |          |               |
| Vlag van Nederland | Sjors Ultee           | hoofdtrainer        | 2019  | 2022     | Helmond Sport |
| Vlag van Nederland | Kevin Hofland         | hoofdtrainer        | 2018  | 2022     | PSV           |
| Vlag van België    | Kristof Aelbrecht     | assistent-trainer   | 2018  | 2022     | PSV           |
| Vlag van Nederland | Sieb Dijkstra         | keeperstrainer      | 2017  | ?        |               |
| Medische staf      |                       |                     |       |          |               |
| Vlag van Nederland | Jeroen Dieteren       | fysiotherapeut      |       |          |               |
| Vlag van Nederland | Helen Peters          | fysiotherapeut      |       |          |               |
| Vlag van Nederland | Martijn Smeets        | fysiotherapeut      |       |          |               |
| Vlag van Nederland | Robert van Gool       | clubarts            |       |          |               |
| Overige staf       |                       |                     |       |          |               |
| Vlag van Nederland | Danny van der Weerden | teammanager         |       |          |               |
| Vlag van Nederland | Ronald Ronken         | materiaalman        |       |          |               |
| Vlag van Nederland | Guido Seerden         | performance trainer |       |          |               |

## Transfers
Voor transfers bekijk: Lijst van Eredivisie transfers zomer 2020/21

### Inkomende transfers
| Nat.                | Speler           | Positie      | Vorige club               | Land                 | Transferperiode | Transfersom  | Contract tot | Opmerkingen    |
| ------------------- | ---------------- | ------------ | ------------------------- | -------------------- | --------------- | ------------ | ------------ | -------------- |
| Vlag van Hongarije  | Áron Dobos       | Aanvaller    | Gyori ETO FC              | Vlag van Hongarije   | Zomer           | Was verhuurd | Onbekend     |                |
| Vlag van Duitsland  | Joshua Wehking   | Doelman      | HSV II                    | Vlag van Duitsland   | Zomer           | Transfervrij | 30 juni 2022 |                |
| Vlag van Nederland  | Roel Janssen     | Verdediger   | VVV-Venlo                 | Vlag van Nederland   | Zomer           | Transfervrij | 30 juni 2023 |                |
| Vlag van Kaapverdië | Lisandro Semedo  | Aanvaller    | OFI Kreta                 | Vlag van Griekenland | Zomer           | Was verhuurd | 30 juni 2022 |                |
| Vlag van Portugal   | André Vidigal    | Middenvelder | APOEL Nicosia             | Vlag van Cyprus      | Zomer           | Was verhuurd | 30 juni 2022 |                |
| Vlag van Engeland   | George Cox       | Verdediger   | Brighton & Hove Albion FC | Vlag van Engeland    | Zomer           | € 50.000     | 30 juni 2023 | Was al gehuurd |
| Vlag van Nederland  | Yanick van Osch  | Doelman      | PSV                       | Vlag van Nederland   | Zomer           | Transfervrij | 30 juni 2022 |                |
| \                   | Emil Hansson     | Aanvaller    | Hannover 96               | Vlag van Duitsland   | Zomer           | € 400.000    | 30 juni 2024 |                |
| Vlag van Nederland  | Mats Seuntjes    | Aanvaller    | Gençlerbirliği SK         | Vlag van Turkije     | Zomer           | Transfervrij | 30 juni 2022 |                |
| Vlag van Nederland  | Ben Rienstra     | Middenvelder | Kayserispor               | Vlag van Turkije     | Zomer           | € 150.000    | 30 juni 2023 |                |
| Vlag van Duitsland  | Sebastian Polter | Aanvaller    | Union Berlin              | Vlag van Duitsland   | Zomer           | Transfervrij | 30 juni 2022 |                |
| Vlag van Nederland  | Mike van Beijnen | Verdediger   | Gençlerbirliği SK         | Vlag van Turkije     | Zomer           | Transfervrij | 30 juni 2022 |                |
| /                   | Veron Parkes     | Aanvaller    | West Ham United           | Vlag van Engeland    | Zomer           | Transfervrij | 30 juni 2023 |                |
| /                   | Özgür Aktaş      | Verdediger   | SBV Vitesse               | Vlag van Nederland   | Zomer           | Transfervrij | 30 juni 2021 |                |
| Vlag van Nederland  | Zian Flemming    | Aanvaller    | PEC Zwolle                | Vlag van Nederland   | Zomer           | Onbekend     | 30 juni 2024 |                |
| /                   | Richie Musaba    | Middenvelder | SBV Vitesse               | Vlag van Nederland   | Zomer           | Onbekend     | 30 juni 2022 |                |

### Uitgaande transfers
| Nat.                | Speler                    | Positie      | Nieuwe club          | Land               | Transferperiode | Transfersom  | Contract tot     | Opmerkingen |
| ------------------- | ------------------------- | ------------ | -------------------- | ------------------ | --------------- | ------------ | ---------------- | ----------- |
| Vlag van Nederland  | Bo Breukers               | Middenvelder | RKSV Groene Ster     | Vlag van Nederland | Zomer           | Transfervrij | Amateur          |             |
| /                   | Leandro Fernandes         | Middenvelder | Juventus FC          | Vlag van Italië    | Zomer           | Was gehuurd  | 30 juni 2022     |             |
| Vlag van Nederland  | Wessel Dammers            | Verdediger   | FC Groningen         | Vlag van Nederland | Zomer           | Transfervrij | 30 juni 2023     |             |
| Vlag van Duitsland  | Felix Passlack            | Verdediger   | Borussia Dortmund    | Vlag van Duitsland | Zomer           | Was gehuurd  | 30 juni 2021     |             |
| Vlag van Nederland  | Luc Tinnemans             | Middenvelder | EVV Echt             |                    | Zomer           | Transfervrij |                  |             |
| Vlag van Hongarije  | Áron Dobos                | Aanvaller    | Szeged               | Vlag van Hongarije | Zomer           | Onbekend     | Onbekend         |             |
| Vlag van Spanje     | Àlex Carbonell            | Middenvelder | Valencia B           | Vlag van Spanje    | Zomer           | Was gehuurd  | 30 juni 2021     |             |
| Vlag van Nederland  | Rowen Koot                | Doelman      | Helmond Sport        | Vlag van Nederland | Zomer           | Transfervrij | 30 juni 2021     |             |
| Vlag van Denemarken | Nikolai Baden Frederiksen | Aanvaller    | Juventus FC          | Vlag van Italië    | Zomer           | Was gehuurd  | 30 juni 2022     |             |
| Vlag van Moldavië   | Vitalie Damașcan          | Aanvaller    | Torino FC            | Vlag van Italië    | Zomer           | Was gehuurd  | 30 juni 2021     |             |
| Vlag van Venezuela  | Carlos Faya               | Middenvelder | APC                  | Vlag van Venezuela | Zomer           | Was gehuurd  | Onbekend         |             |
| Vlag van Nederland  | Mark Diemers              | Middenvelder | Feyenoord            | Vlag van Nederland | Zomer           | € 1.200.000  | 30 juni 2023     |             |
| Vlag van Servië     | Lazar Kojić               | Middenvelder | FK Proleter Novi Sad | Vlag van Servië    | Zomer           | Onbekend     | Onbekend         |             |
| Vlag van Senegal    | Amadou Ciss               | Middenvelder | Amiens SC            | Vlag van Frankrijk | Zomer           | € 1.200.000  | 30 juni 2024     |             |
| Vlag van Slovenië   | Ažbe Jug                  | Doelman      | NK Maribor           | Vlag van Slovenië  | Zomer           | Transfervrij | 30 juni 2024     |             |
| Vlag van Finland    | Patrik Raitanen           | Verdediger   | SPAL                 | Vlag van Italië    | Zomer           | Transfervrij | 30 juni 2021     |             |
| Vlag van Frankrijk  | Grégoire Amiot            | Verdediger   | Falkenbergs FF       | Vlag van Zweden    | Zomer           | Verhuurd     | 30 november 2021 |             |
| Vlag van Finland    | Rasmus Karjalainen        | Aanvaller    | Örebro SK            | Vlag van Zweden    | Zomer           | Verhuurd     | 30 juni 2021     |             |
| Vlag van Portugal   | André Vidigal             | Middenvelder | GD Estoril-Praia     | Vlag van Portugal  | Zomer           | Verhuurd     | 30 juni 2021     |             |
| /                   | Veron Parkes              | Aanvaller    | FC Dordrecht         | Vlag van Nederland | Zomer           | Verhuurd     | 30 juni 2021     |             |
| /                   | Özgür Aktas               | Verdediger   | FC Dordrecht         | Vlag van Nederland | Zomer           | Verhuurd     | 30 juni 2021     |             |
| /                   | Richie Musaba             | Middenvelder | FC Dordrecht         | Vlag van Nederland | Zomer           | Verhuurd     | 30 juni 2021     |             |

ADO Den Haag ·
Ajax ·
AZ ·
FC Emmen ·
Feyenoord ·
Fortuna Sittard ·
FC Groningen ·
sc Heerenveen ·
Heracles Almelo ·
PEC Zwolle · 
PSV ·
RKC Waalwijk ·
Sparta Rotterdam ·
FC Twente ·
FC Utrecht ·
Vitesse ·
VVV-Venlo ·
Willem II